# Arrhetopista arachnodeta
Arrhetopista arachnodeta är en fjärilsart som beskrevs av Edward Meyrick 1936. Arrhetopista arachnodeta ingår i släktet Arrhetopista och familjen Plutellidae. Inga underarter finns listade i Catalogue of Life.